# У меня появился другой
«У меня появился другой» (укр. У мене з'явився інший) — двадцять сьома пісня українського гурту «ВІА Гра», що була записана з відомим біт-боксером Вахтангом. 

## Відеокліп
Зйомки кліпу проходили всередині травня 2014 року, в Києві.

Ми вирішили зняти світлий і веселий кліп, в якому образи дівчат максимально природні і наближені до того, як вони виглядають у житті. Це той рідкісний випадок, коли вирішили відмовитися від образу фатальних жінок. Вони молоді, артистичні, життєрадісні і, загалом, грають самих себе, - поділився продюсер Костянтин Меладзе.

Прем'єра кліпу відбулася 12 червня 2014 року на Інтернет-платформі YouTube.
Режисер кліпу виступив Сергій Солодкий.

## Учасники запису
- Анастасія Кожевнікова
- Міша Романова
- Еріка Герцеґ
- Вахтанг